# Percy Wyld
Percy Wyld (Tibshelf, 7 giugno 1907 – Derby, 3 novembre 1972) è stato un pistard britannico.
Era il fratello di Harry e Lew Wyld.

## Palmarès

### Olimpiadi
- Bronzo a Amsterdam 1928 nell'inseguimento a squadre.